# Уронові кислоти

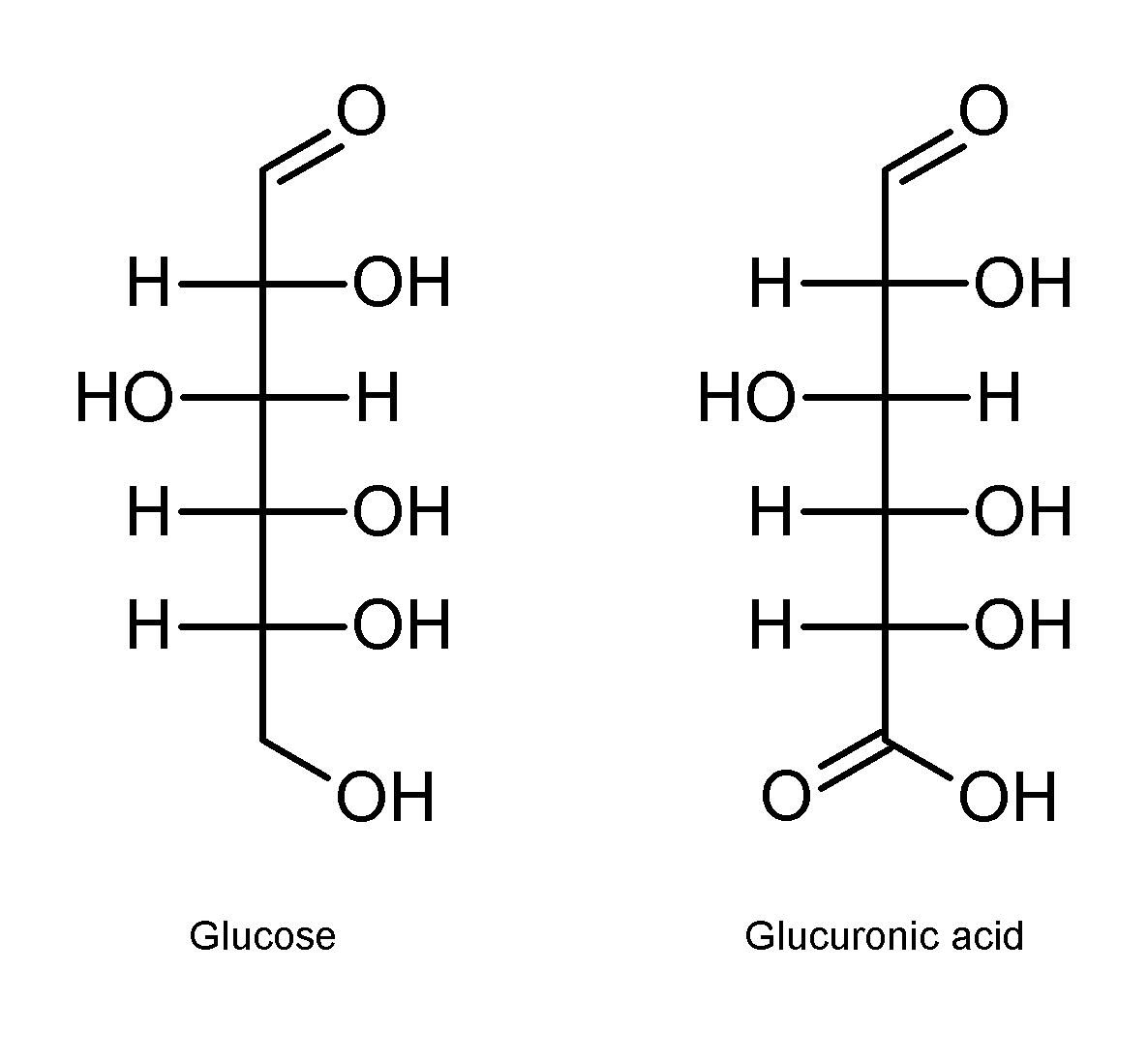
Ациклічні форми глюкози (зліва) та глюкуронової кислоти (справа)

Уро́нові кисло́ти — група монокарбонових кислот, що є продуктом окиснення кінцевої гідроксильної групи (-CH2OH) альдоз до карбоксильної. Уронові кислоти зазвичай іменуються шляхом заміни закінчення -оза у назві моносахариду на -уронова кислота, наприклад: галактоза → галактуронова кислота.

## Отримання
При дії окисників на альдози окисненню в першу чергу підлягатиме альдегідна група нециклічної форми або глікозидний гідроксил напівацетальної форми, тому уронові кислоти отримують з похідних моносахаридів із захищеною альдегідною групою, наприклад глікозидів:
Інший спосіб отримання уронових кислот полягає у відновленні амальгамою натрію монолактонів альдарових кислот:

## Біологічна роль
Уронові кислоти входять до складу мукополісахаридів (глікозаміногліканів), що є одними із основних елементів позаклітинного матриксу багатоклітинних тварин. Наприклад гіалуронова кислота та хондроїтинсульфат містить залишок β-глюкуронату, гепарин — сульфатовану ідуронову кислоту.
Глюкуронова кислота бере участь у виведенні токсичних речовин та продуктів обміну з організму, наприклад метаболітів стероїдних гормонів, продуктів гниття ароматичних амінокислот в кишці (скатолу, індолу, фенолу та кренолу), вільного білірубіну тощо.